# Centrolepis minima
Centrolepis minima là một loài thực vật có hoa trong họ Centrolepidaceae. Loài này được Kirk mô tả khoa học đầu tiên năm 1892.